# بليندا لانغ
بليندا لانغ (بالإنجليزية: Belinda Lang)‏ هي ممثلة بريطانية، ولدت في 23 ديسمبر 1953 في لندن في المملكة المتحدة.

## وصلات خارجية
- بليندا لانغ على موقع IMDb (الإنجليزية)
- بليندا لانغ على موقع ميوزك برينز (الإنجليزية)
- بليندا لانغ على موقع قاعدة بيانات الفيلم (الإنجليزية)